# Jiří Medek
Jiří Medek (* 18. října 1950, Praha) je český prozaik a novinář.

## Život
V roce 1969 se vyučil knihkupcem. Poté pracoval na archeologických vykopávkách nebo jako zeměměřič. V letech 1971–1972 pracoval jako propagační textař vydavatelství Rudého práva, v roce 1973 se stal redaktorem týdeníku Tvorba. V roce 1976 krátce pracoval pro Československé kulturní a informační středisko ve Varšavě. V letech 1979–1981 byl redaktorem deníku Práce, v letech 1982–1984 byl na volné noze, v letech 1984–1989 pracoval v agentuře Dilia jako referent pro propagaci české literatury v zahraničí. V letech 1989–1990 byl redaktorem Literární revue, v letech 1991–1993 redaktorem humoristického Nového Dikobrazu, v letech 1993–1994 redaktorem jiného humoristického týdeníku Podvobraz, v letech 1994–1995 redaktorem Zemských novin, v letech 1995–1998 internetového magazínu Dotyk. V období 1999–2002 pracoval v Galerii hlavního města Prahy. Od té doby je znovu publicistou na volné noze. Během své kariéry příležitostně překládal z polštiny a slovenštiny.

## Dílo
První knihu vydal v roce 1974 pod názvem Píšťaličky. V Panoramatu české literatury se o této prvotině píše: "Soustředil se na téma lidské sounáležitosti, na spojitosti uplynulého se současným i budoucím, na jedincovo hledání vlastního tónu, který by se zvukem toho mohutného orchestru nejen ladil, ale též jej i obohatil." K nejznámějším jeho prózám patří novela Čirikloro, která popisuje milostný vztah stárnoucího muže a mladé cikánky.
Bohumil Svozil ve Slovníku české literatury po roce 1945 jeho prozaický styl popsal slovy: "Zprvu své prózy situoval především na venkov, později spíše do městského prostředí. Ačkoli některé z nich nepostrádají pevnější epickou osnovu, většinou jsou komponovány po zákonu lyrické asociace motivů a reakcí étericky načrtnutých postav, s důrazem na chvějivou atmosféru situace. Medkův v zásadě umělecky nevýbojný lyrismus se nejzdařileji uplatňuje při sondování jemných pohybů lidského nitra, zvláště pak při postihování citových krizí a konfliktů postav na přelomu dětství a dospělosti, sledovaných na pozadí přírodního dění anebo i hektického velkoměstského života. Medkovu tvorbu 70. a 80. let charakterizuje rovněž zdůrazňování běžně chápaných hodnot dítěte, rodiny, domova i rodu, dělnosti člověka a lidské vstřícnosti, přirozené krajinné i sociální integrity, a také zahledění do sféry poněkud staromilsky prezentovaného venkova."